# Leopoldo V d'Austria
Leopoldo V d'Austria (Graz, 9 ottobre 1586 – Schwaz, 13 settembre 1632) era figlio dell'Arciduca Carlo II d'Austria, fratello minore dell'Imperatore Ferdinando II, padre dell'Arciduca Ferdinando Carlo d'Austria. Divenne vescovo di Passavia e di Strasburgo (sino al 1625), arciduca d'Austria e conte del Tirolo.

## Biografia
Egli venne investito del vescovato nel 1598, ancora fanciullo, anche se non aveva ancora ricevuto gli ordini sacri. Dal 1609 egli si servi di un esercito mercenario per combattere Massimiliano III d'Austria nel Tirolo, e nel 1611 contro Rodolfo II in Boemia.
Nel 1619 alla morte di uno dei suoi rivali, divenne amministratore dell'eredità di Massimiliano: Austria e Tirolo, ottennero la posizione di protettorato dal 1623 al 1630. Egli commissionò la costruzione della dogana e della chiesa dei gesuiti a Innsbruck. Combatté inoltre in Valtellina e difese il Tirolo dagli Svedesi nel 1632.

## Matrimonio ed eredi
Nel 1625 lasciò gli ordini sacri per succedere all'Arciducato d'Austria e si sposò con Claudia de' Medici, divenendo il capostipite di un ramo che durerà sino al 1665. Dal matrimonio nacquero i seguenti figli:
- Maria Eleonora d'Austria (1627-1629);
- Ferdinando Carlo d'Austria (1628-1662), sposò Anna de' Medici;
- Isabella Clara d'Austria (1629-1685), sposò Carlo II di Gonzaga-Nevers;
- Sigismondo Francesco d'Austria (1630-1665);
- Maria Leopoldina d'Asburgo (1632-1649), futura moglie dell'imperatore Ferdinando III.

## Ascendenza
|                         |                         |                          | Genitori                   |  |  | Nonni |  |  | Bisnonni               |  |  | Trisnonni              |  |
|                         |                         |                          |                            |  |  |       |  |  | Filippo I di Castiglia |  |  | Massimiliano I del SRI |  |
|                         |                         |                          |                            |  |  |       |  |  | Filippo I di Castiglia |  |  | Massimiliano I del SRI |  |
|                         |                         | Maria di Borgogna        |                            |  |  |       |  |  | Filippo I di Castiglia |  |  |                        |  |
| Ferdinando I del SRI    |                         |                          |                            |  |  |       |  |  | Filippo I di Castiglia |  |  |                        |  |
|                         |                         | Giovanna di Castiglia    | Ferdinando II d'Aragona    |  |  |       |  |  |                        |  |  |                        |  |
|                         |                         | Giovanna di Castiglia    | Ferdinando II d'Aragona    |  |  |       |  |  |                        |  |  |                        |  |
|                         |                         | Giovanna di Castiglia    | Isabella di Castiglia      |  |  |       |  |  |                        |  |  |                        |  |
| Carlo II d'Austria      |                         | Giovanna di Castiglia    |                            |  |  |       |  |  |                        |  |  |                        |  |
|                         |                         | Ladislao VII Jagellone   | Casimiro IV Jagellone      |  |  |       |  |  |                        |  |  |                        |  |
|                         |                         | Ladislao VII Jagellone   | Casimiro IV Jagellone      |  |  |       |  |  |                        |  |  |                        |  |
|                         |                         | Ladislao VII Jagellone   | Elisabetta d'Asburgo       |  |  |       |  |  |                        |  |  |                        |  |
| Anna Jagellone          |                         | Ladislao VII Jagellone   |                            |  |  |       |  |  |                        |  |  |                        |  |
|                         |                         | Anna di Foix-Candale     | Gastone II di Foix-Candale |  |  |       |  |  |                        |  |  |                        |  |
|                         |                         | Anna di Foix-Candale     | Gastone II di Foix-Candale |  |  |       |  |  |                        |  |  |                        |  |
|                         |                         | Anna di Foix-Candale     | Caterina di Navarra        |  |  |       |  |  |                        |  |  |                        |  |
| Leopoldo V d'Austria    |                         | Anna di Foix-Candale     |                            |  |  |       |  |  |                        |  |  |                        |  |
|                         | Guglielmo IV di Baviera | Alberto IV di Baviera    |                            |  |  |       |  |  |                        |  |  |                        |  |
|                         | Guglielmo IV di Baviera | Alberto IV di Baviera    |                            |  |  |       |  |  |                        |  |  |                        |  |
|                         | Guglielmo IV di Baviera | Cunegonda d'Asburgo      |                            |  |  |       |  |  |                        |  |  |                        |  |
| Alberto V di Baviera    | Guglielmo IV di Baviera |                          |                            |  |  |       |  |  |                        |  |  |                        |  |
|                         |                         | Maria Giacomina di Baden | Filippo I di Baden         |  |  |       |  |  |                        |  |  |                        |  |
|                         |                         | Maria Giacomina di Baden | Filippo I di Baden         |  |  |       |  |  |                        |  |  |                        |  |
|                         |                         | Maria Giacomina di Baden | Elisabetta di Wittelsbach  |  |  |       |  |  |                        |  |  |                        |  |
| Marianna di Wittelsbach |                         | Maria Giacomina di Baden |                            |  |  |       |  |  |                        |  |  |                        |  |
|                         |                         | Ferdinando I del SRI     | Filippo I di Castiglia     |  |  |       |  |  |                        |  |  |                        |  |
|                         |                         | Ferdinando I del SRI     | Filippo I di Castiglia     |  |  |       |  |  |                        |  |  |                        |  |
|                         |                         | Ferdinando I del SRI     | Giovanna di Castiglia      |  |  |       |  |  |                        |  |  |                        |  |
| Anna d'Asburgo          |                         | Ferdinando I del SRI     |                            |  |  |       |  |  |                        |  |  |                        |  |
|                         |                         | Anna Jagellone           | Ladislao II di Boemia      |  |  |       |  |  |                        |  |  |                        |  |
|                         |                         | Anna Jagellone           | Ladislao II di Boemia      |  |  |       |  |  |                        |  |  |                        |  |
|                         |                         | Anna Jagellone           | Anna di Foix-Candale       |  |  |       |  |  |                        |  |  |                        |  |
|                         |                         | Anna Jagellone           |                            |  |  |       |  |  |                        |  |  |                        |  |

## Stemma
| Image | Stemma |
| ----- | --- |
| \| \| | Leopoldo V d'Austria Arciduca d'Austria, Vescovo Inquartato, I rosso al leone rampante d'argento, con la coda biforcata e incrociata a salterio, armato, linguato e coronato d'oro (per la Boemia); II barrato di otto, di rosso e d'argento (per Ungheria); III in palo, a destra di rosso troncato d'argento (per l'Austria), a sinistra bandato di sei d'oro e d'azzurro, alla bordura di rosso (per il Ducato di Borgogna); IV gran-quartato 1° e 4° rosso a tre castelli turriti d'oro (per la Castiglia), 2° e 3° d'argento al leone rampante di porpora armato, linguato e coronato d'oro (per il Leon). Lo scudo, accollato a una croce astile patriarcale d'oro, posta in palo, è timbrato da un cappello con cordoni e nappe di verde. Le nappe, in numero di dodici, sono disposte sei per parte, in cinque ordini di 1, 2, 3. Dietro allo scudo sono presenti le insegne da principe del Sacro Romano Impero. |
|       | |